# Линдгрен, Никлас
Ни́клас Ли́ндгрен (фин. Niklas Lindgren; род. 18 мая 1988, Хельсинки, Финляндия) — финский яхтсмен, участник двух летних Олимпийских игр (2008 и 2012 гг.) в соревнованиях в классе 470. Младший брат Йоонаса Линдгрена.

## Спортивная биография
Заниматься парусным спортом Никлас, как и его старший брат Йоонас, начал под руководством их отца Йоуко Линдгрена, который был бронзовым медалистом летних Олимпийских игр 1980 года в этом виде.
В 2008 году Никлас принял участие в летних Олимпийских играх 2008 года в Пекине. Его напарником стал Хейкки Эломаа. Финский экипаж крайне неудачно выступил в соревнованиях в классе 470. Наилучшим результатом для Линдгрена и Эломаа стало 14-е место, завоёванное в 7-й гонке.
Летом 2012 года Линдгрен принял участие в своих вторых Олимпийских играх — в Лондоне. В паре с Никласом на этот раз выступил его старший брат Йоонас, для которого это был дебют на Играх. Финский экипаж чередовал неплохие результаты с неудачными в рамках соревнований в классе 470. По итогам 10 гонок братья Линдгрен заняли итоговое 21-е место.
Начиная с 2014 года результаты братьев Линдгрен пошли вверх. Финские яхтсмены стали 7-ми на этапе Кубка мира в Майами, 5-ми на чемпионате Европы 2014 года в Афинах. В октябре 2015 года Никлас и Йоонас стали 5-ми на чемпионате мира в классе 470. Этот результат позволил финским спортсменам получить лицензию на участие в летних Олимпийских играх 2016 года в Рио-де-Жанейро.

## Личная жизнь
- Отец — Йоуко Линдгрен, бронзовый призёр летних Олимпийских игр 1980 года в парусном спорте, старший брат — Йоонас, участник летних Олимпийских игр 2012 года в парусном спорте в паре с Никласом.
- Окончил Хельсинкский политехнический институт.